# Tricoceps saegeri
Tricoceps saegeri är en insektsart som beskrevs av Capener 1972. Tricoceps saegeri ingår i släktet Tricoceps och familjen hornstritar. Inga underarter finns listade i Catalogue of Life.